# Fredericton
Fredericton är huvudstad i den kanadensiska provinsen New Brunswick, eftersom provinsparlamentet har sitt säte i staden. Staden är ett viktigt kulturellt och utbildningsmässigt centrum, och hyser tre universitet, University of New Brunswick, St. Thomas University och University of Fredericton, samt flera kulturella institutioner.
Enligt 2006 års folkräkning hade staden 50 535 invånare och storstadsområdet hade en folkmängd på 85 688. Fredericton är den tredje största staden i provinsen efter Saint John och Moncton, vilket gör staden till den enda provinshuvudstad i Kanada som inte är en av de två största städerna i provinsen.
Stadens första stora utökning inträffade 1 juli 1945 då den slogs ihop med staden Devon. Idag består staden av själva huvudorten samt områdena Silverwood, Nashwaaksis, Barker's Point och Marysville. Den ligger i sydvästra delen av provinsen och utgör tillsammans med Moncton och Saint John södra New Brunswicks främsta urbana områden. Saint John-floden flyter i västöstlig riktning genom staden och är områdets främsta naturkännetecken.

## Personer från Fredericton

### Akademiker
- Gérard La Forest
- R. E. Balch
- George Duncan Ludlow
- Mary Matilda Winslow
- Stanton T. Friedman

### Entreprenörer och uppfinnare
- Alexander "Boss" Gibson
- Joe Medjuck

### Idrottare
- Danny Grant
- Marianne Limpert, simmare
- Willie O'Ree, ishockeyspelare
- Matt Stairs, basebollspelare
- Mike Eagles, ishockeyspelare
- Jake Allen, ishockeyspelare

### Politiker
- Lord Beaverbrook
- J. W. "Bud" Bird
- Andy Scott
- Noel Kinsella
- Brad Woodside
- Benedict Arnold
- Thomas Carleton
- Ambrose Everett Burnside
- Isaac Stephenson
- Alexander Stewart

### Musiker
- Measha Brueggergosman
- Joan Kennedy
- Walter Learning
- Anne Murray

### Religion
- Walter A. Hurley, biskop

### Författare
- Alden Nowlan
- Bliss Carman
- Charles G.D. Roberts
- Herb Curtis
- Johnathan O'Dell
- Raymond Fraser
- Alistair MacLeod

### Konstnärer
- Philip Iverson